# Saturnino Ibongo Iyanga
Saturnino Ibongo Iyanga (18 de gener de 1936 - març de 1969) va ser un polític ecuatoguineà, diplomàtic, periodista i el primer representant de Guinea Equatorial a l'ONU.

## Biografia
Entre 1955 i 1959 va exercir de professor a l'Escuela Generalísimo Franco i a Ramón y Cajal, a Santa Isabel. El 1960 es trasllada a Espanya, treballant com a funcionari del Ministeri d'Hisenda a la Delegació Foral de Navarra. Periodista per la Universitat de Navarra (llicenciat el 1964) també va treballar per a l'Agència EFE. En la Conferència Constitucional de Guinea Equatorial de 1967, va participar com a portaveu del Moviment Nacional d'Alliberament de Guinea Equatorial (MONALIGE).
Saturnino Ibongo Iyanga va ser un dels signants de l'Acta de la Independència de Guinea Equatorial, en l'ONU el 7 de juliol de 1968. Va compondre, en col·laboració amb Atanasio Ndongo, l'himne nacional Caminemos pisando las sendas de nuestra inmensa felicidad, oficial des d'aleshores. Com a representant de Guinea Equatorial en l'ONU, en va fer la seva primera participació el 12 de novembre del mateix any, un mes després de la independència del país.
Va ser detingut i assassinat sota el règim de Francisco Macías Nguema al març de 1969, després d'haver-lo acusat de participar en el suposat intent de cop d'estat del 5 de març de 1969 liderat pel ministre d'Afers exteriors, Atanasio Ndongo.